# Bürgermeisterei Strohn
Die Bürgermeisterei Strohn war eine von ursprünglich zwölf preußischen Bürgermeistereien, in die sich der 1816 neu gebildete Kreis Daun im Regierungsbezirk Trier verwaltungsmäßig gliederte. Von 1822 an gehörte sie zur Rheinprovinz. Der Verwaltung der Bürgermeisterei unterstanden sechs Gemeinden. Heute liegt das Verwaltungsgebiet im Landkreis Vulkaneifel in Rheinland-Pfalz.
Im Jahr 1841 wurde die Bürgermeisterei Strohn aufgelöst und die Gemeinden der Bürgermeisterei Gillenfeld zugeordnet.

## Gemeinden und zugehörende Ortschaften
Zur Bürgermeisterei Strohn gehörten sechs Gemeinden (Einwohnerzahlen und Anzahl der Haushalte (Feuerstellen) Stand 1818):
- Brockscheid mit der Geisenbrunner oder Brockscheider Mühle (66 Einwohner, 14 Haushalte)
- Immerath mit dem Heckenhof und der Immerather Mühle (170 Einwohner, 19 Haushalte)
- Mückeln mit dem Gehöft Schutzalf und der Sprinkermühle (122 Einwohner, 22 Haushalte)
- Niederwinkel mit dem Hof Oberwinkel und der Wallmerather Mühle (88 Einwohner, 32 Haushalte, heute Winkel (Eifel))
- Strohn mit den Höfen Sprink und Trautzberg sowie zwei Mühlen (327 Einwohner, 56 Haushalte)
- Strotzbüsch mit der Strotzbüscher Mühle (283 Einwohner, 58 Haushalte)

## Geschichte
Bis zum Ende des 18. Jahrhunderts gehörten alle Ortschaften im Verwaltungsbezirk zum Kurfürstentum Trier, Strotzbüsch unterstand dem Amt Cochem die übrigen Orte dem Amt Daun.
Im Jahr 1794 hatten französische Revolutionstruppen das Linke Rheinufer besetzt. Nach dem Frieden von Campo Formio (1797) wurde von der französischen Direktorialregierung die damals neue französische Verwaltungsstruktur eingeführt (1798). Alle Ortschaften der späteren Bürgermeisterei Strohn gehörten zum Kanton Manderscheid im Departments der Saar, Strohn wurde im Jahr 1800 Hauptort (chef-lieu) einer Mairie. Infolge der sogenannten Befreiungskriege wurde die Region 1814 vorläufig dem Generalgouvernement Mittelrhein, dann dem Generalgouvernement Nieder- und Mittelrhein unterstellt.
Auf dem Wiener Kongress (1815) wurde die gesamte Eifel dem Königreich Preußen zugeteilt. Unter der preußischen Verwaltung wurden im Jahr 1816 Regierungsbezirke und Kreise neu gebildet, linksrheinisch behielt Preußen in der Regel die Verwaltungsbezirke der französischen Mairies vorerst bei. Die Bürgermeisterei Strohn entsprach insoweit der vorherigen Mairie Strohn. Die Bürgermeisterei Strohn gehörte zum Kreis Daun im Regierungsbezirk Trier und ab 1822 zur Rheinprovinz.
Am 22. Februar 1841 wurde die Vereinigung der Bürgermeisterei Strohn mit der von Gillenfeld auf Antrag der Regierung zu Trier genehmigt.

## Statistik
Nach einer „Topographisch-Statistischen Beschreibung der Königlich Preußischen Rheinprovinzen“ aus dem Jahr 1830 gehörten zur Bürgermeisterei Strohn fünf Dörfer, fünf Höfe und neun Mühlen. Im Jahr 1818 wurden insgesamt 1.056 Einwohner in 201 Haushalten gezählt, 1828 waren es 1.242 Einwohner, alle gehörten alle dem katholischen Glauben an. Katholische Pfarrkirchen bestanden in Brockscheid, Strohn und Strotzbüsch.